# Jacques Terpant
 (octobre 2018).
Jacques Terpant est un auteur, dessinateur et scénariste de bande dessinée français né le 11 avril 1957 à Romans-sur-Isère (Drôme). Après Messara et Pirates, il s'inspire à partir de 2008 de l'œuvre du romancier Jean Raspail dans Sept cavaliers et Les Royaumes de Borée, avant de concevoir lui-même le scénario de Capitaine perdu.

## Biographie
Né le 11 avril 1957 en Dauphiné, Jacques Terpant suit en 1976 les cours des Arts décoratifs de Grenoble (Isère) puis ceux des Beaux-arts de Saint-Étienne (Loire). Il y rencontre Yves Chaland, Jean-François Biard et Luc Cornillon, en compagnie desquels il débute dans le journal Métal hurlant. Sa première bande dessinée, en 1982, est Branle-bas de combat. Il est scénariste, dessinateur et coloriste.
Suit une liste de nombreuses collaborations avec les différents éditeurs et supports de bandes dessinées.
Il a travaillé dans la publicité et l'illustration pour Je bouquine, Phosphore, La Croix, Actuel, Image Doc, etc.
Il réalise principalement, en 1994-1996, la série Messara sur un scénario de Philippe Bonifay avec les éditions Dargaud, aventures en trois tomes se passant dans la Grèce antique.
Avec le même scénariste, Philippe Bonifay, il publie aux éditions Casterman, de 2001 à 2007, Pirates (cinq tomes).
En 2008, Jacques Terpant lance la série Sept Cavaliers, l'adaptation en trois tomes du roman de Jean Raspail, Sept Cavaliers sortirent au crépuscule par la porte de l'Ouest qui n'était plus gardée. Les albums sont accueillis favorablement par la critique et il reçoit en 2011 le prix Saint-Michel du meilleur dessin pour le dernier tome de cette série à Bruxelles.
Les trois albums de la série Sept Cavaliers sont le premier cycle de la saga que Jacques Terpant consacre aux Pikkendorff, famille mythique de l'œuvre de Jean Raspail et un deuxième cycle, Le Royaume de Borée, adaptation d'un autre roman de Jean Raspail, Les Royaumes de Borée, voit le jour en 2011 avec la parution du premier tome, Oktavius. Ce nouveau cycle de trois albums se poursuit avec Henrick (2013) et Tristan (2014). Cette nouvelle étape dans son travail l'impose définitivement comme un auteur complet du 9e art[réf. nécessaire].
En 2015, il publie Capitaine perdu, aux éditions Glénat, où il explore la fin de l'Amérique française par le biais d'un personnage nommé Saint-Ange.
Il a participé à des travaux d'illustration, comme pour le texte de Françoise Rey : Le Château des femmes (2002) ou le recueil Méditerranéennes (1996), ainsi qu'à des travaux publicitaire.

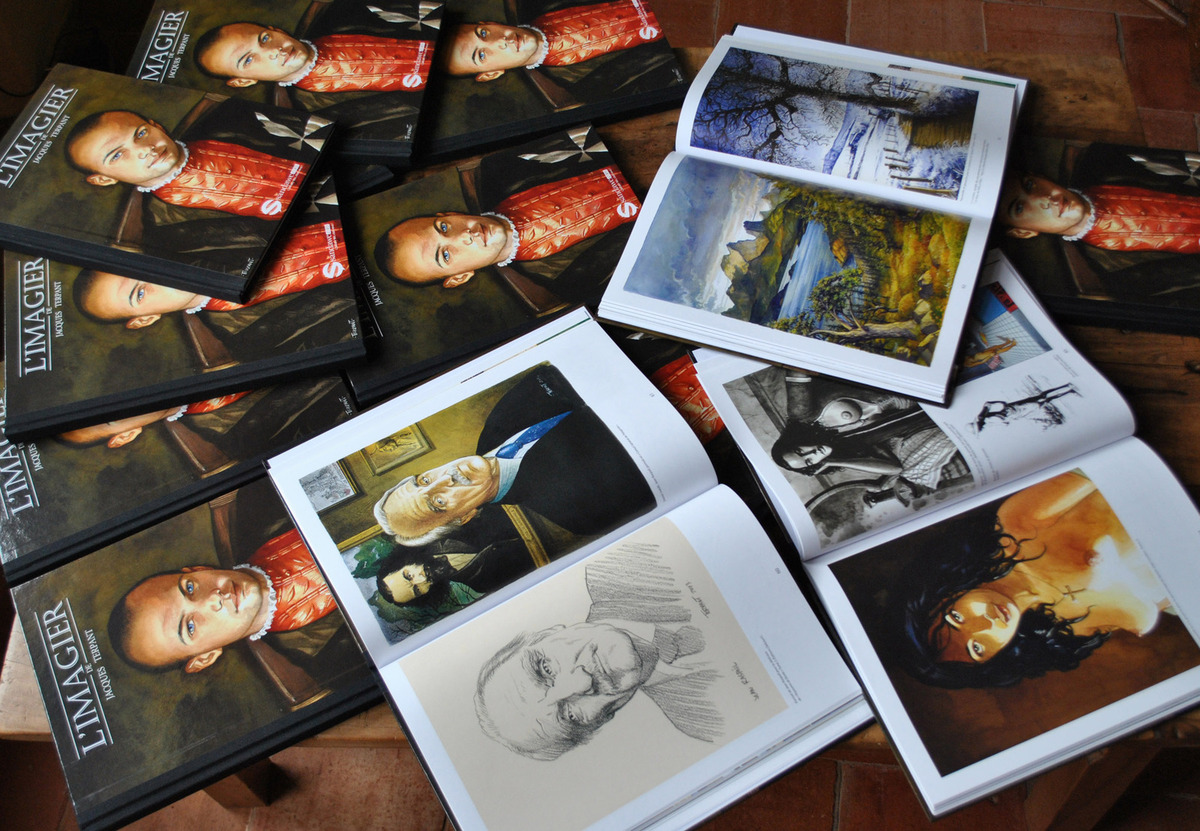
L'Imagier de Jacques Terpant, vingt années d'illustration.

Ses illustrations sont éditées en novembre 2015 dans un album paru aux éditions Sandawe : L'Imagier de Jacques Terpant.
En novembre 2017, il publie, avec Jean Dufaux, Le Chien de Dieu, consacré à l'écrivain Louis-Ferdinand Céline.
Dans le Dictionnaire mondial de la bande dessinée paru chez Larousse, Patrick Gaumer commente : « Jacques Terpant a acquis au fil des planches un style personnel des plus réalistes où se mêlent la maîtrise des volumes et la sensualité ».
En 2019, il publie, de nouveau avec Jean Dufaux, Nez-de-Cuir adaptation du roman Nez-de-Cuir, gentilhomme d'amour de Jean de La Varende.
La même année, il sort : Trait-portraits, livre d'illustrations, composé de quarante portraits d'écrivains, qui ont accompagné sa vie de lecteur, avec des textes de l'écrivain Patrick Bellier.
En 2025, dans un entretien donné à BDZoom, il annonce que Ce qu'il reste de nous est son dernier album de bande dessinée : « Je veux choisir ma sortie. J’ai constaté chez bon nombre de dessinateurs âgés un déclin, un graphisme automatique, qui se raidit… Je ne souhaite pas connaître cela. »

## Œuvres
- Branle-bas de combat (1982) avec Luc Cornillon (Humanoïdes Associés).
- New-York inferno (1983), scénario Doug Headline (Magic Strip).
- La Citadelle pourpre (1988), BD interactive, scénario Doug Headline (Éditions Delcourt).
- Le Céleste (1988), scénario Tourette (Éditions Delcourt).
- Le Passage de la saison morte
  1. tome 1 (1989) , scénario Philippe Bonifay, éditions Glénat.
  2. tome 2  (1990).
- La Blessure du Khan (1990), scénario Cailleteau, éditions Zenda.
- Messara
  1. L'Egyptienne (1994), scénario Philippe Bonifay, éditions Dargaud.
  2. Minos (1995).
  3. Les Ailes d'Isard (1996)
- Méditerranéennes (1996), éditions Jotim
- Pirates
  1. Un Autre Monde (2001), scénario Philippe Bonifay (Éditions Casterman)[7].
  2. Bonne Espérance (2003), éditions Casterman.
  3. Les Naufrageurs (2004), éditions Casterman.
  4. Paloma (2005), éditions Casterman.
  5. Au Bout du Rêve (2007), éditions Casterman.
- Le Château des femmes (2002), texte de Françoise Rey (Éditions IPM).
- Contes et Légendes des Monts du Matin (2008), texte de Patrick Bellier, éditions Glénat.
- Sept Cavaliers
  1. Le Margrave héréditaire (2008), éditions Robert Laffont puis Delcourt.
  2. Le Prix du sang (2009), éditions Delcourt
  3. Le Pont de Sépharée (2010), éditions Delcourt.
- Le Royaume de Borée
  1. Oktavius (2011), éditions Delcourt.
  2. Henrick (2013), éditions Delcourt.
  3. Tristan (2014), éditions Delcourt.
- Capitaine perdu (2015), chapitre 1 (2015) et 2 (2016), éditions Glénat d'après la vie de Louis Groston de Bellerive de Saint Ange.
- L'Imagier de Jacques Terpant (2015), éditions Sandawe.
- Le chien de Dieu (2017), avec Jean Dufaux, éditions Futuropolis.
- Nez-de-Cuir (2019), avec Jean Dufaux, éditions Futuropolis.
- Trait-Portraits (2019) avec Patrick Bellier, éditions Lohengrin.

## Prix
- 2011 :  Prix Saint-Michel du meilleur dessin pour Sept Cavaliers, t. 3 : Le Pont de Sépharée[1]